# ألتيل (شركة)
ألتيل وايرلس (بالإنجليزية: Alltel Wireless)‏ ، هي شركة اتصالات أمريكية التي تستخدم الاتصال عن بعد، أسست عام 1943م، وتقع مقرها في مدينة لتل روك بولاية أركنساس الأمريكية.

## وصلات خارجية
- Alltel's Official Website
- Alltel/AT&T Merger Information
- Windstream Communications (former Alltel landline business)
- Encyclopedia of Arkansas History & Culture